# Speaking in Strings
Pour plus de détails, voir Fiche technique et Distribution.
Speaking in Strings est un film américain réalisé par Paola di Florio, sorti en 1999.

## Synopsis
Un documentaire sur la violoniste Nadja Salerno-Sonnenberg.

## Fiche technique
- Titre : Speaking in Strings
- Réalisation : Paola di Florio
- Musique : Karen Childs
- Photographie : Peter Rader
- Montage : Ellen Goldwasser
- Production : Paola di Florio et Lilibet Foster
- Société de production : CounterPoint Films
- Pays :  États-Unis
- Genre : Documentaire
- Durée : 73 minutes
- Dates de sortie : 
  -  États-Unis : 29 octobre 1999

## Distinctions
Le film a été nommé à l'Oscar du meilleur film documentaire.